# Florbal Vsetín
Florbal Vsetín je florbalový klub ze Vsetína. Klub byl založen v roce 2015, kdy převzal práva klubu TJ MEZ Vsetín. Původní klub byl založen v roce 1998.
Tým mužů hraje od sezóny 2018/2019 Divizi, tedy čtvrtou nejvyšší mužskou soutěž Českého florbalu. Tým mužů TJ MEZ Vsetín hrál v sezónách 2000/2001 a 2004/2005 až 2007/2008 1. ligu, tedy druhou nejvyšší soutěž. Největším úspěchem týmu byla účast ve čtvrtfinále v sezóně 2005/2006.
Zaniklý tým žen hrál v sezónách 2017/2018 až 2019/2020 1. ligu žen, tedy druhou nejvyšší ženskou soutěž. Největším úspěchem týmu byla účast v semifinále 1. ligy v sezóně 2017/2018. Tým žen TJ MEZ Vsetín hrál v sezónách 2002/2003 a 2004/2005 nejvyšší soutěž.

## Mužský tým

### Sezóny TJ MEZ Vsetín
| Sezóna                                           | Úroveň | Soutěž  | Umístění | Poznámka                                                                |
| ------------------------------------------------ | ------ | ------- | -------- | ----------------------------------------------------------------------- |
| 1999/2000                                        | 3      | 3. liga |          | Postup do vyšší ligy                                                    |
| 2000/2001                                        | 2      | 2. liga | 12.      | Sestup do nižší ligy                                                    |
| 2001/2002                                        | 3      | 3. liga |          | Sestup do nižší ligy                                                    |
| 2002/2003                                        | 4      | 4. liga |          | Postup do vyšší ligy                                                    |
| 2003/2004                                        | 3      | 3. liga |          | Postup do vyšší ligy                                                    |
| 2004/2005                                        | 2      | 2. liga | 5.       | [ 8 ]                                                                   |
| 2005/2006                                        | 2      | 2. liga | 8.       | Vypadnutí ve čtvrtfinále play-off proti Akcent Sparta Praha             |
| 2006/2007                                        | 2      | 1. liga | 9.       | Výhra v 2. kole play-down proti ASK Orka Stará Boleslav                 |
| 2007/2008                                        | 2      | 1. liga | 12.      | Prohra v 1. kole play-down proti 1. MVIL Hrabová – Sestup do nižší ligy |
| 2008/2009                                        | 3      | 2. liga |          | Sestup do nižší ligy                                                    |
| Od sezóny 2009/2010 hraje tým regionální soutěže |        |         |          |                                                                         |

## Ženský tým

### Sezóny TJ MEZ Vsetín
| Sezóna                                 | Úroveň | Soutěž  | Umístění | Poznámka                                                          |
| -------------------------------------- | ------ | ------- | -------- | ----------------------------------------------------------------- |
| 2000/2001                              | 2      | 2. liga |          | [ 12 ]                                                            |
| 2001/2002                              | 2      | 2. liga |          | Postup z druhého místa z důvodu rozšíření 1. ligy z 10 na 12 týmů |
| 2002/2003                              | 1      | 1. liga | 10.      | Sestup do nižší ligy                                              |
| 2003/2004                              | 2      | 2. liga |          | Postup do vyšší ligy                                              |
| 2004/2005                              | 1      | 1. liga | 12.      | 2. místo v play-down                                              |
| 2005/2006                              | 2      | 2. liga |          | [ 17 ]                                                            |
| 2005/2007                              | 2      | 1. liga |          | [ 18 ]                                                            |
| 2007/2008                              | 2      | 1. liga |          | [ 19 ]                                                            |
| 2008/2009                              | 2      | 1. liga |          | [ 20 ]                                                            |
| 2009/2010                              | 2      | 1. liga |          | [ 21 ]                                                            |
| 2010/2011                              | 2      | 1. liga |          | [ 22 ]                                                            |
| 2011/2012                              | 2      | 1. liga |          | [ 23 ]                                                            |
| 2012/2013                              | 2      | 1. liga |          | Sestup do nižší ligy                                              |
| Tým se do sezóny 2013/2014 nepřihlásil |        |         |          |                                                                   |

### Sezóny Florbal Vsetín
| Sezóna                                 | Úroveň | Soutěž  | Umístění | Poznámka                                                       |
| -------------------------------------- | ------ | ------- | -------- | -------------------------------------------------------------- |
| 2016/2017                              | 3      | 2. liga |          | Postup do vyšší ligy                                           |
| 2017/2018                              | 2      | 1. liga |          | Vypadnutí v semifinále play-off proti FBŠ SLAVIA Plzeň         |
| 2018/2019                              | 2      | 1. liga |          | Vypadnutí v osmifinále play-off proti FBC Dobruška             |
| 2019/2020                              | 2      | 1. liga |          | Vypadnutí v osmifinále play-off proti Florbal Exelsior Havířov |
| Tým se do sezóny 2020/2021 nepřihlásil |        |         |          |                                                                |